# Kazimierz Kaszewski
Kazimierz Jan Kaszewski, né le 5 mars 1825 à Varsovie et mort le 30 juin 1910 dans cette même ville, est un critique littéraire et de théatre et un traducteur polonais.

## Biographie
Kazimierz est le fils de Jan Nepomucen et de Teofilia Iwańska.